# James Wales
Pour les articles homonymes, voir Wales.
James Wales, né en 1747 à Peterhead et mort en 1795, est un artiste peintre écossais.

## Biographie
Wales naît en 1747 à Peterhead.
Il vend des portraits à Aberdeen, avant de déménager à Londres, où son travail est exposé par la Royal Academy et la Society of Artists.
En 1791, Wales arrive en Inde et peint des portraits de Sawai Madhavrao, Nana Fadnavis et d'autres personnages de l'empire Maratha.
Il dessine et peint les grottes d'Elephanta, et les grottes d'Ellora. Ses représentations de ces dernières sont publiées dans le livre Hindoo Excavations in the Mountain of Ellora près d'Aurungabad dans le Decan paru en 1803.
Sa fille Susanna peint également des portraits.